# Max van Egmond
Max Rudolf van Egmond (Semarang (Java), 1 februari 1936) is een Nederlandse bas-bariton.

## Biografie
Max van Egmond voltooide zijn schoolopleiding na de Tweede Wereldoorlog in Nederland. Zijn muzikale talent werd ontdekt door de dirigent van het schoolkoor van het Willem de Zwijger Lyceum in Bussum, de heer Colijn. Vervolgens nam hij vanaf 1954 gedurende 25 jaar zangles in Bussum bij pedagoge Tine van Willigen-de Lorme. In 1956 ging Max als nieuwslezer bij de radionieuwsdienst van het ANP werken. In 1959 werd hij prijswinnaar op het Vocalisten Concours te 's-Hertogenbosch. Later won hij prijzen bij concoursen te Brussel (1959) en München (1964).
Sinds 1959 ontwikkelde Max van Egmond een solistische carrière als zanger van oratoria, liederen, cantates en barokopera's. Hij staat vooral bekend als interpreet van Bachs cantates, missen en passies en vanaf 1965 nam hij deel aan integrale Bach-opnames onder dirigenten Gustav Leonhardt, Nikolaus Harnoncourt en Frans Brüggen. Later verschenen ook cd's waarop Van Egmond liederencycli zingt van Schubert en Fauré.
Als artiest van internationale betekenis ontving hij talrijke prijzen en oorkonden, waaronder een ridderorde van H.M. Koningin Beatrix. Tijdens zijn 45-jarige carrière trad Max van Egmond op in alle werelddelen, het vaakste in Noord-Amerika. In 2016 ontving hij de Amsterdamspeld (wordt uitgereikt aan mensen, die zich verdienstelijk hebben gemaakt voor de stad), toen hij afstand nam van het koor van de Westerkerk.
Daarnaast was Max van Egmond als docent verbonden aan het Sweelinck Conservatorium te Amsterdam. Nog steeds geeft hij masterclasses in binnen- en buitenland.
- Bibsys: 1012002
- Bibliothèque nationale de France: cb13900720p (data)
- CiNii: DA12210940
- Gemeinsame Normdatei: 13254153X
- International Standard Name Identifier: 0000 0001 1876 5712
- Library of Congress Control Number: n83044890
- Nationale Bibliotheek van Letland: 000301863
- MusicBrainz: 84b679d3-64a5-4903-983d-804fe5d28ac4
- Nationale Bibliotheek van Tsjechië: jx20060202009
- Nationale bibliotheek van Australië: 35306142
- Nationale Bibliotheek van Israël: 987007433167805171
- Nationale en Universitaire bibliotheek Zagreb: 000483572
- Nederlandse Thesaurus van Auteursnamen: 06990765X
- Réseau des bibliothèques de Suisse occidentale: 02-A012310753
- Système universitaire de documentation: 123291275
- Trove: 905317
- Virtual International Authority File: 57776944
- WorldCat: E39PBJqQCryHFvWGKv38dwF7pP